# Černošice
Černošice − miasto w Czechach, w kraju środkowoczeskim. Według danych z 31 grudnia 2003 powierzchnia miasta wynosiła 906 ha, a liczba jego mieszkańców 4 920 osób.
Demografia
| Rok             | 1970  | 1980  | 1991  | 2001  | 2003  |
| --------------- | ----- | ----- | ----- | ----- | ----- |
| Liczba ludności | 4 608 | 4 537 | 4 351 | 4 631 | 4 920 |

Źródło: Czeski Urząd Statystyczny
W miejscowości jest przystanek kolejowy Černošice.

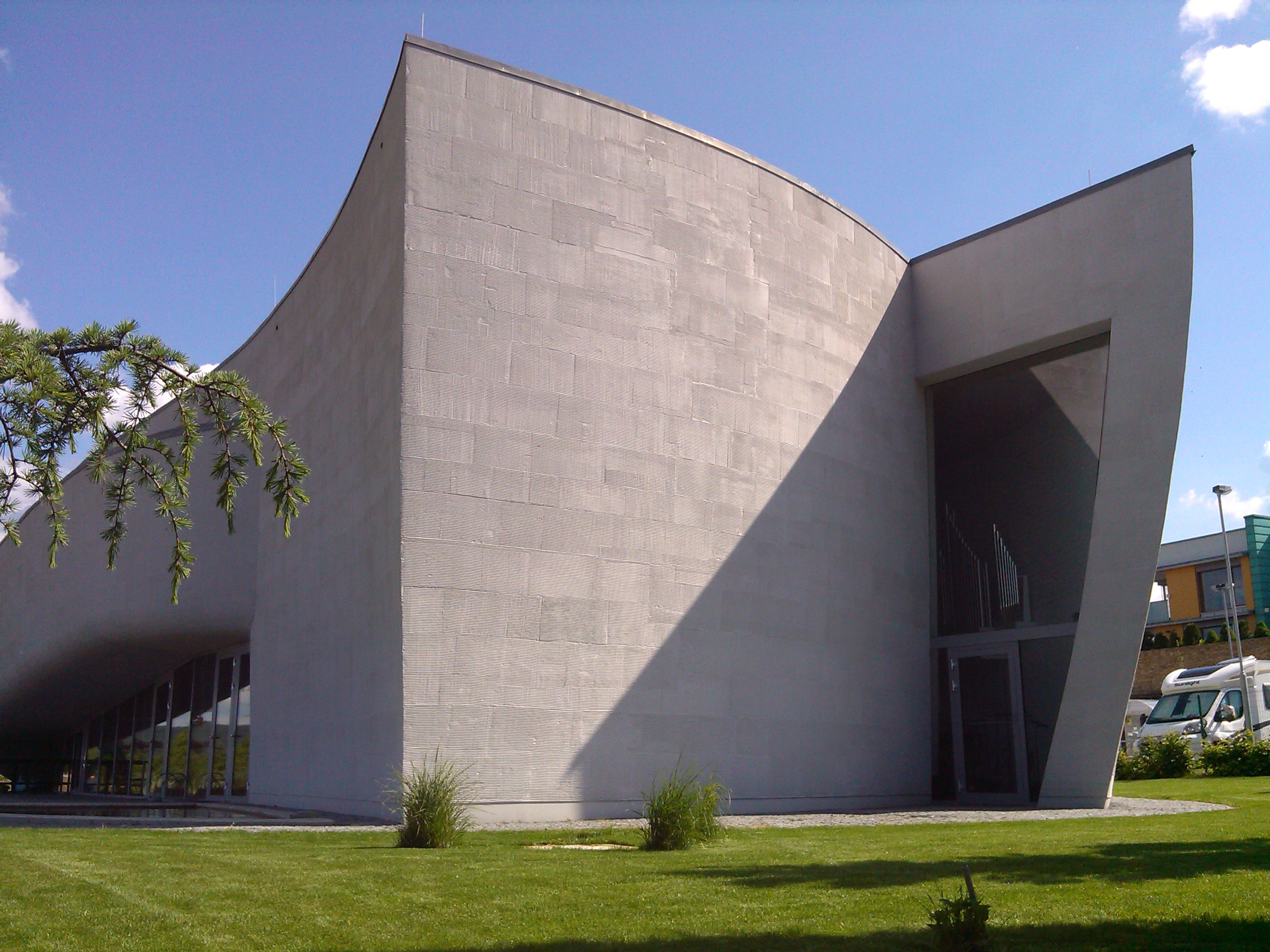
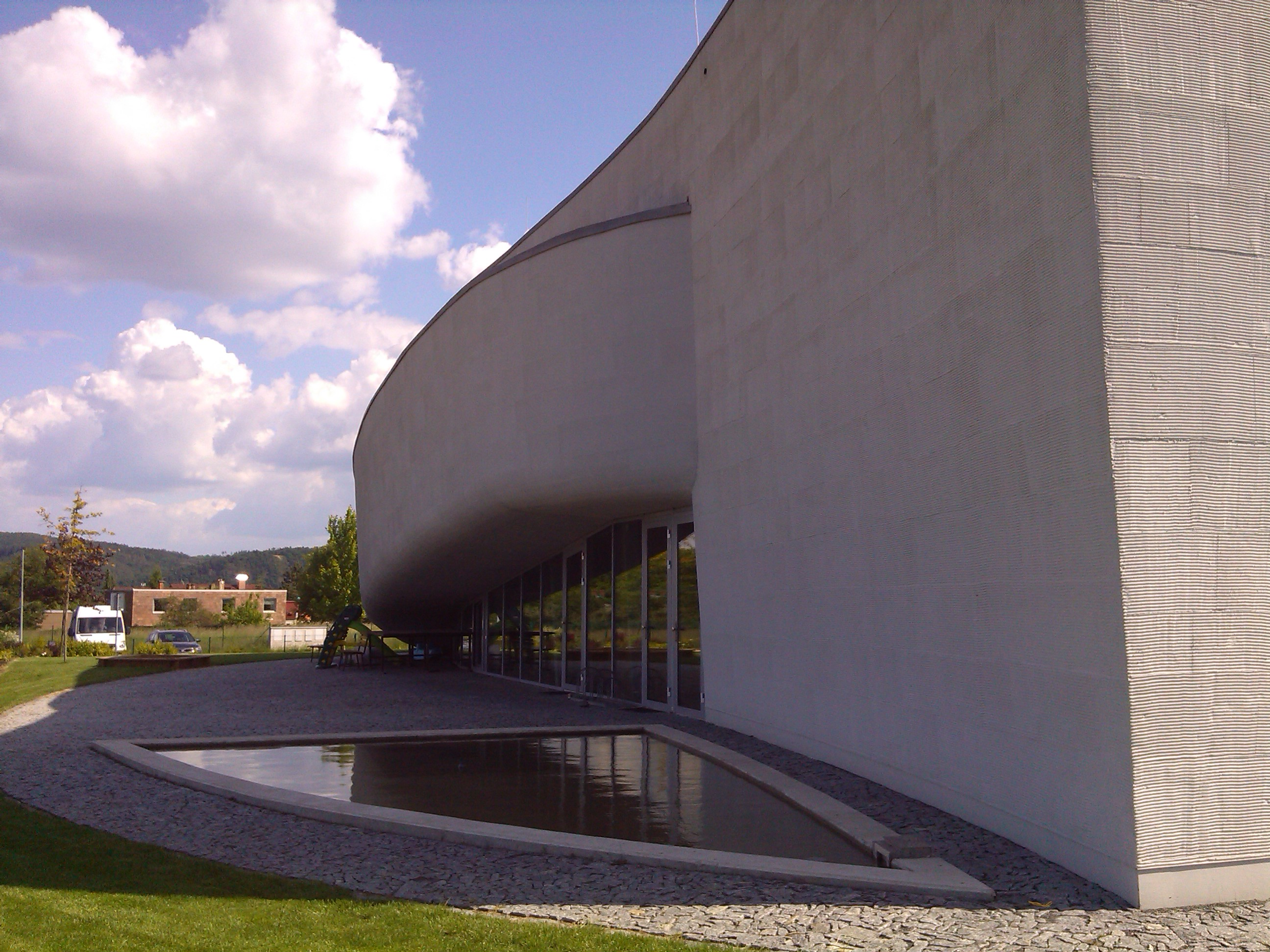